# Мечево
Мечево (пол. Mieczewo, нім. Schwertingen) — село в Польщі, у гміні Мосіна Познанського повіту Великопольського воєводства.
Населення — 500 осіб (2011).
У 1975-1998 роках село належало до Познанського воєводства.

## Демографія
Демографічна структура станом на 31 березня 2011 року:
|          | Загалом | Допрацездатний вік | Працездатний вік | Постпрацездатний вік |
| -------- | ------- | ------------------ | ---------------- | -------------------- |
| Чоловіки | 242     | 56                 | 171              | 15                   |
| Жінки    | 258     | 51                 | 157              | 50                   |
| Разом    | 500     | 107                | 328              | 65                   |